# U-Boot-Frontspange

Abbildung der U-Boot-Frontspange in der 57er Version

Die U-Boot-Frontspange wurde am 15. Mai 1944 vom Oberbefehlshaber der Kriegsmarine Großadmiral Karl Dönitz in Bronze und am 24. November 1944 in Silber gestiftet.
Sie konnte an alle Besatzungsmitglieder von U-Booten verliehen werden, die sich im Fronteinsatz bewährt haben.
Die aus Feinzink bestehende längliche Spange besteht aus einem Mittelstück, einer verkleinerten Ausführung des U-Boot-Kriegsabzeichen (1939), dessen Lorbeerkranz unten mit zwei gekreuzten Schwertern belegt ist. Links und rechts vom Mittelstück befinden sich je sechs etwas übereinander verschobene Eichenblätter. Rückseitig ist die Spange glatt.
Getragen wurde die Spange unmittelbar über der Ordensschnalle auf der linken Brust.
Laut Gesetz über Titel, Orden und Ehrenzeichen vom 26. Juli 1957 ist das Tragen der Auszeichnung in der Version des Dritten Reiches in der Bundesrepublik Deutschland nur ohne nationalsozialistische Embleme gestattet.